# Comtat de Jutlàndia Septentrional
El Comtat de Jutlàndia Septentrional (danès Nordjyllands Amt) fou un comtat (amt) situat a la part septentrional de la península de Jutlàndia i de l'illa de Vendsyssel-Thy, al nord de Dinamarca. Era el comtat més gran de Dinamarca, però amb la població relativa més baixa. La capital del comtat era Aalborg, la quarta ciutat més gran del país. La divisió en comtats va deixar d'existir l'1 de gener del 2007, quan una reforma municipal va substituir els comtats per divisions més grans, les regions, aquest comtat va ser integrat a la Regió de Nordjylland

## Antics municipis (1970-2006)
Era format pels antics municipis de:
| - Municipi d'Arden\|Arden - Brovst - Brønderslev - Dronninglund - Farsø - Fjerritslev - Frederikshavn - Hadsund - Hals - Hirtshals - Hjørring - Hobro - Læsø - Løgstør | - Løkken-Vrå - Nibe - Nørager - Pandrup - Sejlflod - Sindal - Skagen - Skørping - Støvring - Sæby - Aabybro - Aalborg - Aars |